# Jerzy Zmarzlik

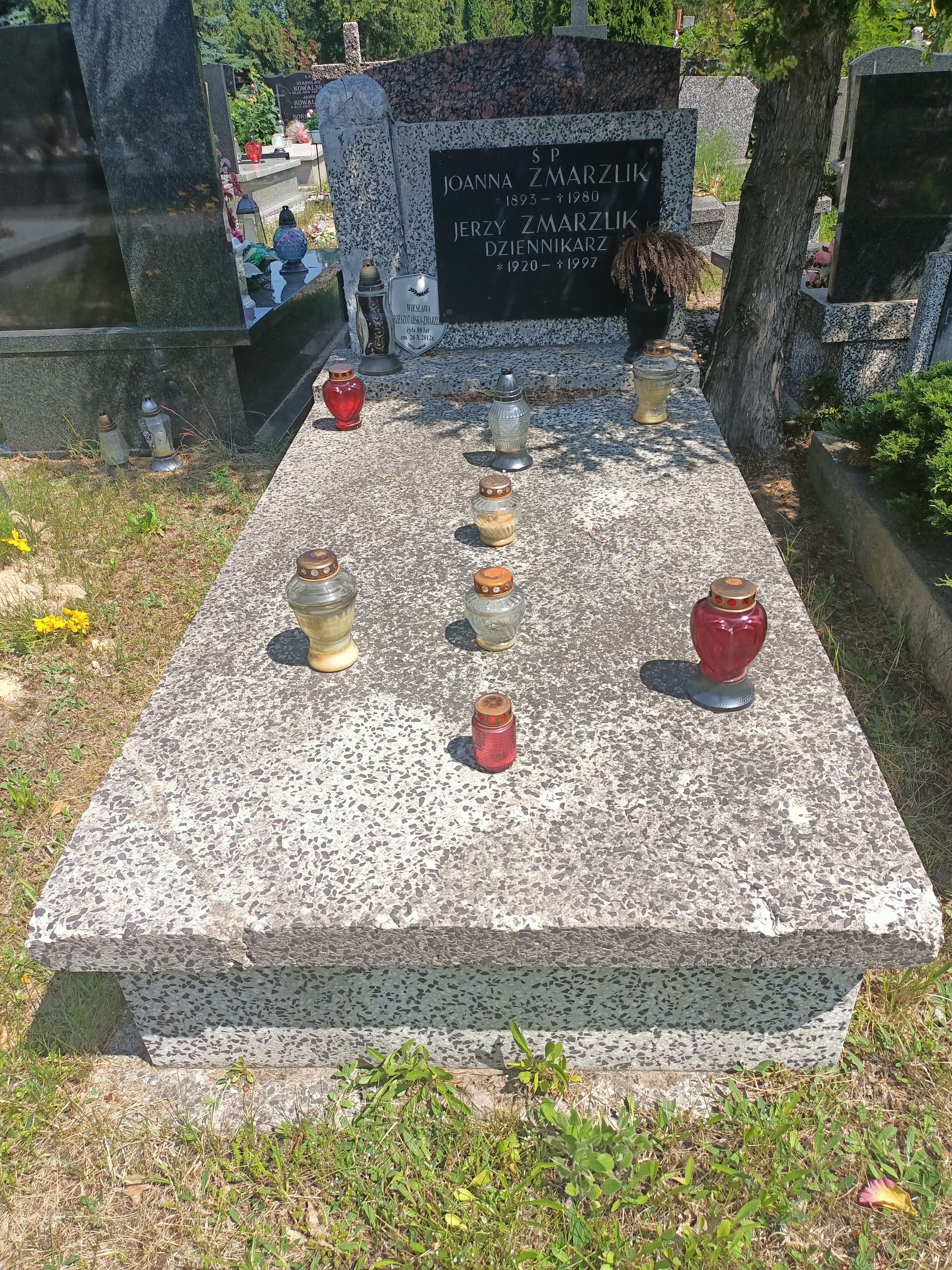
Grób Jerzego Zmarzlika na Cmentarzu Północnym w Warszawie

Jerzy Zmarzlik (ur. 25 grudnia 1920 w Sosnowcu, zm. 4 lutego 1997 roku w Warszawie) – polski dziennikarz i komentator sportowy.
W latach 1945–1948 był kierownikiem działu sportowego katowickiej Gazety Robotniczej, natomiast w latach 1945–1951 zastępcą redaktora naczelnego Sportu, którego był zresztą współtwórcą. Funkcję z-cy redaktora naczelnego pełnił również w Przeglądzie Sportowym (1954–1981). Ponadto był prezesem Klubu Dziennikarzy Sportowych SDP w latach 1958–1960 i 1966–1971. Podczas Olimpiady w Monachium w 1972 r. sprawował funkcję attaché prasowego.
Jerzy Zmarzlik był autorem 100 lat Igrzysk Olimpijskich. Kronika 1896-1986 oraz Bij Mistrza, a także laureatem wielu nagród, w tym Złotego Pióra (1962). Zmarł w 4 lutego 1997 r. w Warszawie w wieku 76 lat.
Był sympatykiem Łódzkiego Klubu Sportowego, na którego mecze chodził za młodu. W 1957 po wysokim zwycięstwie ligowym piłkarzy z Łodzi "ochrzcił" ich mianem Rycerzy Wiosny, nadając im tym samym znany i słynny od wielu lat przydomek.